# NGC 528
NGC 528 é uma galáxia lenticular (S0) localizada na direcção da constelação de Andromeda. Possui uma declinação de +33° 40' 14" e uma ascensão recta de 1 horas, 25 minutos e 33,6 segundos.
A galáxia NGC 528 foi descoberta em 22 de Agosto de 1865 por Heinrich Louis d'Arrest.